# NGC 6323
NGC 6323 (również PGC 59868 lub UGC 10764) – galaktyka spiralna (Sab), znajdująca się w gwiazdozbiorze Herkulesa. Odkrył ją Édouard Jean-Marie Stephan 12 lipca 1876 roku.